# Catenano

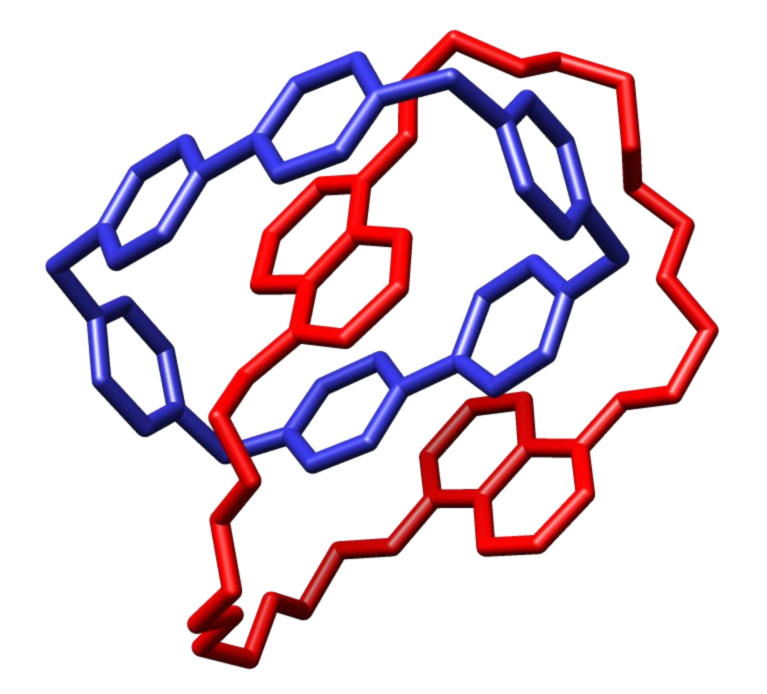
Estructura cristalina de un catenano con un macrociclo ciclobis(paraquat-p-fenileno), publicada por Stoddart y colaboradores en Chem. Commun, 1991, 634 - 639

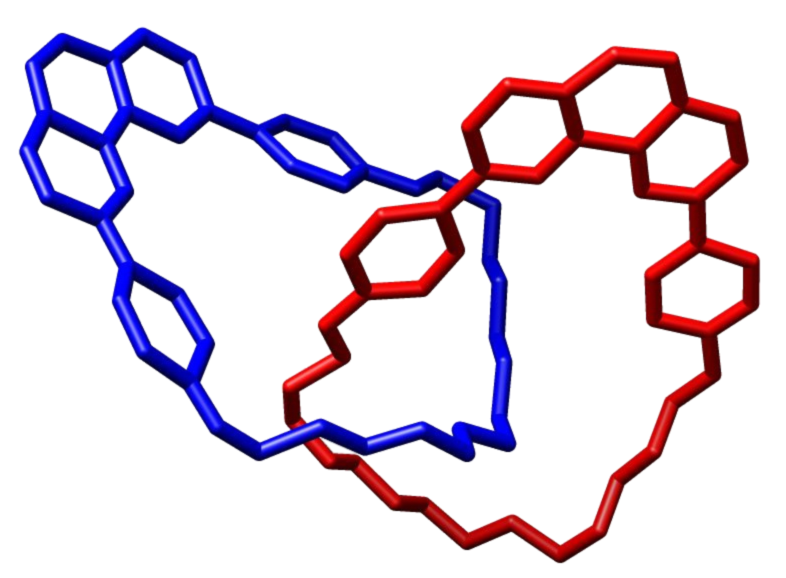
Estructura cristalina de un catenano, según un artículo publicado por Sauvage y colaboradores en Chem. Commun., 1985, 244-247.

Un catenano es una estructura molecular mecánicamente entrelazada que está compuesta de dos o más macrociclos entrelazados. Los anillos entrelazados no se pueden separar sin romper los enlaces covalentes de los macrociclos. La palabra catenano deriva de la palabra latina catena que significa en cadena. Un catenano es un sistema molecular orgánico entrelazado donde dos o más moléculas cíclicas se interpenetran unas a otras. Usando esta nomenclatura un 2-catenano tiene dos anillos entrelazados y un 3-catenano, tiene tres.  En 1994 un catenano fue reportado poco después de los juegos olímpicos de Lillehammer, este 5-catenano fue llamado olimpiadano por el parecido al símbolo usado en los juegos olímpicos.
Estos enlaces son posible debido a la flexibilidad de las bases supramoleculares, además de la incorporación de potenciales átomos donadores, y grupos hidrofóbicos que tienen una afinidad a especies complementarias. La combinación resultante de flexibilidad y funcionalidad puede generar atracciones intermoleculares e intramoleculares, conduciendo a la formación de tales moléculas como los catenanos.
Están conceptualmente relacionados con otras arquitecturas moleculares mecánicamente entrelazadas, como los rotaxanos, los nudos moleculares o los anillos de Borromeo moleculares. Recientemente, se ha acuñado la terminología enlace mecánico para describir la conexión entre los macrociclos de un catenano.

## Síntesis
Existen dos enfoques principales para la síntesis orgánica de catenanos. La primera es realizar simplemente una reacción de cierre de anillo con la esperanza de que algunos de los anillos se formen alrededor de otros anillos dando como producto el deseado catenano. Este llamado "enfoque estadístico" condujo a la primera síntesis exitosa de un catenano, sin embargo, el método es altamente ineficiente, originando una alta dilución del anillo que cierra la estructura (bajo rendimiento) y un gran exceso de anillos preformados, y por ello rara vez se utiliza.
El segundo enfoque se basa en la organización supramolecular previa de los precursores macrocíclicos, empleando enlaces de hidrógeno, coordinación en torno a centro metálico, fuerzas hidrofóbicas, o interacciones culombianas. Estas interacciones no-covalentes compensan una parte del costo entrópico de la asociación, y ayudan a posicionar los componentes en el último cierre de anillo para formar el catenano deseado. Este enfoque de "síntesis dirigida por plantillas moleculares", junto con el uso de condiciones de alta presión, puede ofrecer rendimientos de más del 90%, mejorando así el potencial de los catenanos para las aplicaciones. Un ejemplo de este enfoque utiliza sales de bis-bipiridina que forman complejos fuertes enhebrados a través del éter corona bis-(para-fenilen)-34-corona-10. Sanders ha demostrado que los enfoques dinámicos utilizando la química combinatoria reversible puede ser particularmente exitosos en la preparación de nuevos catenanos de estructura imprevisible.

## Propiedades y aplicaciones
Una característica particularmente interesante de muchos catenanos es la capacidad de los anillos para girar uno respecto del otro. Este movimiento a menudo puede ser detectado y medido por espectroscopia de RMN, entre otros métodos. Cuando existen motivos de reconocimiento molecular en el catenano terminado (por lo general aquellos que se utilizaron para sintetizar ese catenano), dicha molécula puede tener una o más posiciones preferidas termodinámicamente de los anillos respecto del otro. En el caso de que un sitio de reconocimiento sea un resto conmutable, tendremos como resultado un interruptor molecular mecánico. Cuando un catenano es sintetizado por coordinación de varios macrociclos en torno a un ion metálico, a continuación, la extracción y reinserción de los iones metálicos pueden activar o desactivar el movimiento libre de los anillos.
Se han sintetizado catenanos que incorporan muchas unidades funcionales, incluyendo grupos con actividad redox (por ejemplo, viológeno y tetratiafulvaleno, TTF), grupos fotoisomerizables (por ejemplo, azobenceno), grupos fluorescentes y grupos quirales. Algunos catenanos se han utilizado para crear interruptores moleculares como se ha descrito anteriormente, así como para la fabricación de dispositivos de electrónica molecular y sensores moleculares.
|  |  | Catenano con forma de esposas |

## Nomenclatura
En la nomenclatura de catenanos, un número entre corchetes precede a la palabra "catenano" para indicar cuántos anillos están involucrados. Han sido sintetizados y aislados diversos catenanos, hasta un [7]catenano.